# Antonio Todde
Antonio Todde (Tiana, 22 januari 1889 – 3 januari 2002) was een Italiaans supereeuweling en de oudste levende man ter wereld gedurende 10 maanden.

## Levensloop
Todde werd geboren in 1889 in Tiana, Sardinië. Geboren in een arme herdersfamilie, was Todde de derde van twaalf kinderen. In 1920 trouwde hij met Maria Antonia, toen 25 jaar oud, ze kregen vier dochters en een zoon. Zijn moeder en vader werden respectievelijk 98 en 90 jaar oud. Maria Antonia overleed in 1990 op 95-jarige leeftijd. Todde overleed in 2002 op 112-jarige leeftijd. Hij is, na Henry Allingham, de langstlevende veteraan die gevochten heeft in de Eerste Wereldoorlog.